# Lolland-Falster Lovestorm
Lolland-Falster Lovestorm er en lokal folkebevægelse, der oprindeligt startede som en reaktion mod TV 2-serien På røven i Nakskov.
Initiativet blev igangsat af kvindenetværket Quality Lolland-Falster 19. april 2015 med det formål at fremhæve de positive aspekter ved Lolland og Falster. Facebookgruppen, der bærer bevægelsens navn, fik på de fire første dage i 2015 over 20.000 medlemmer og har skaffet bedre omtale af Lolland-Falster. I 2024 havde Facebookgruppen efter foreningens eget udsagn 35.000 medlemmer.
Siden december 2016 er arbejdet blevet varetaget af foreningen "Lolland-Falster Lovestorm" (oprindeligt ”Sammen om Lolland-Falster”), hvor Kirsten Sydendal er formand. Foreningen havde i 2023 411 betalende medlemmer.

## Organisationens arbejde
Lolland-Falster Lovestorm har især fokus på de positive og konstruktive historier fra området. Formidlingen sker gennem borgere og gæster i landsdelen. Omdrejningspunktet er foreningens website og - i særlig grad - Facebookgruppen med navnet "Lolland-Falster Lovestorm". Disse platforme drives på frivillig basis.
Organisationen samarbejder med såvel erhvervsvirksomheder, borgergrupper, medier, foreninger, netværk og landsdækkende organisationer.
Blandt de konkrete arrangementer, som Lolland-Falster Lovestorm har stablet på benene, var en høring på Christiansborg i foråret 2016. Formålet var at skabe et folkeligt pres for igangsættelsen af byggeriet af den nye Storstrømsbro. 1. juli 2016 besluttede Folketinget at arbejdet skulle igangsættes i 2017/2018.
Flere folketingspolitikere har udtrykt deres støtte til Lolland-Falster Lovestorm.

## Anerkendelser
Lolland-Falster Lovestorm og frontfiguren Kirsten Sydendal har modtaget flere lokale og nationale priser, deriblandt Lollandfondens Kulturpris.
Desuden blev ordet "lovestorm" i 2015 kåret som årets ord af Dansk Kommunikationsforening.
Ordet "lovestorm" blev optaget i Den Danske Ordbog i marts 2019.